# Kšinná

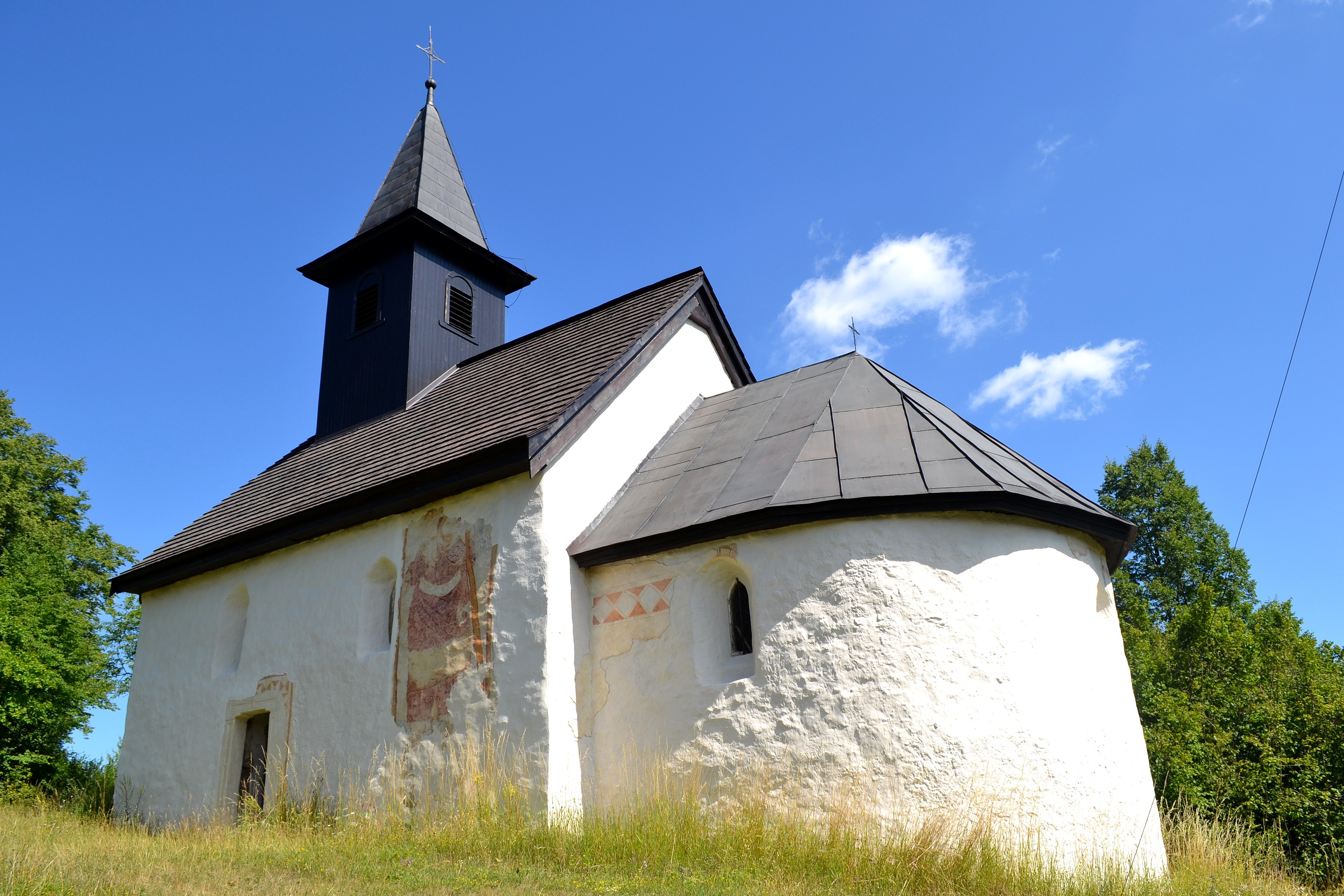
Kšinná: kościół pw. śś. Kosmy i Damiana

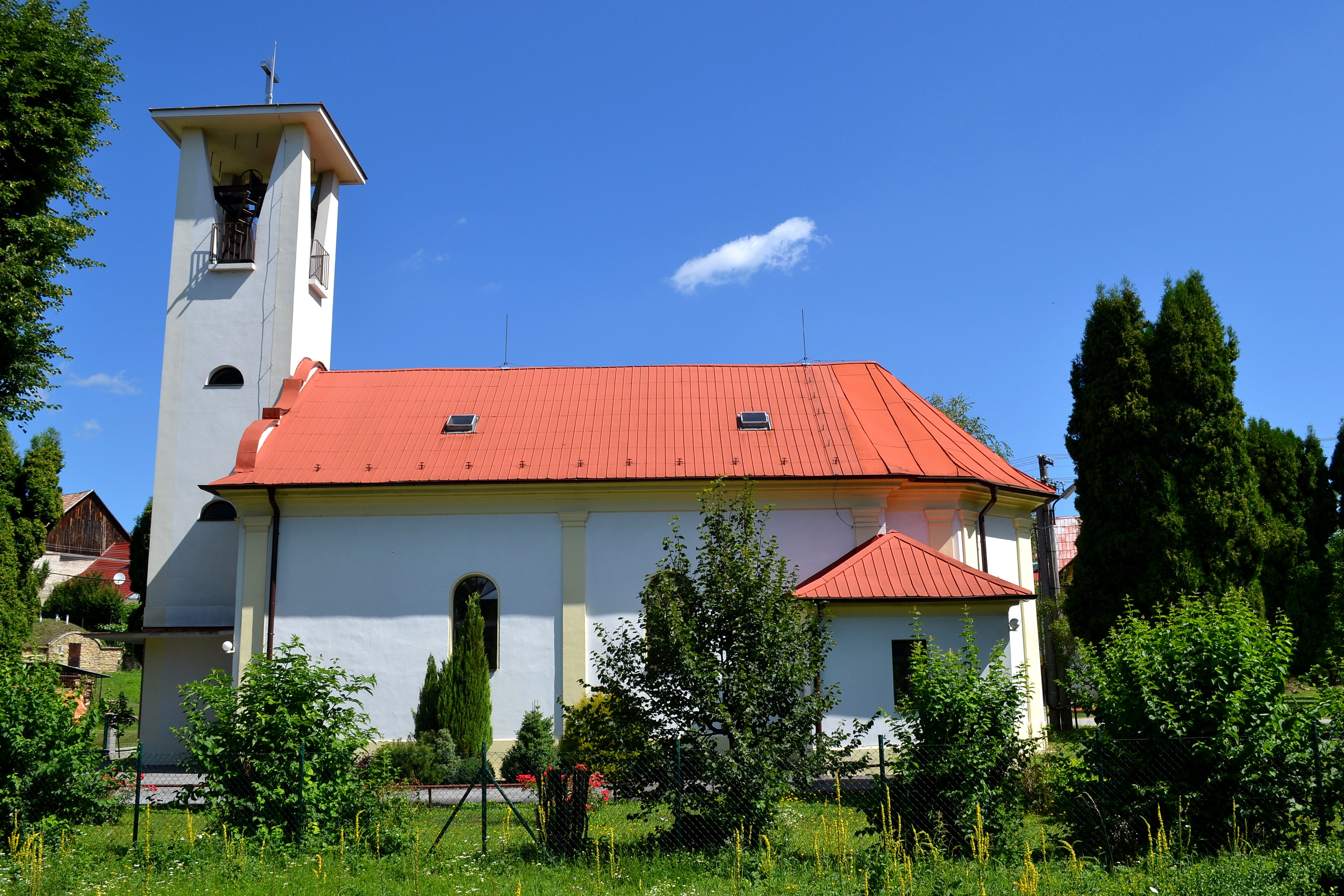
Kšinná: kościół ewangelicki

Kšinná (węg. Kesnyő) – wieś w zachodniej Słowacji, w powiecie Banovce nad Bebravou w kraju trenczyńskim, położona 17 km na północny wschód od Banowiec nad Bebravou.

## Położenie
Kšinná leży w południowej części Gór Strażowskich, w dolinie górnego biegu potoku Radiša. Zabudowania wsi rozłożyły się w lokalnym rozszerzeniu tej doliny, zwanym kotliną Kšinnej (słow. Kšinianska kotlina). Od zachodu nad wsią dominuje Čierny vrch (997 m n.p.m.) w paśmie Nitrickich Wierchów.

## Historia
Tereny kotliny Kšinnej były zamieszkane przez człowieka od czasów prehistorycznych. W młodszym neolicie zamieszkiwał tu lud kultury lendzielskiej, znaleziono tu także ślady osadnictwa oraz rozległe cmentarzysko kultury łużyckiej. Na wzgórzu w zachodniej części wsi, na którym dziś stoi późnoromański kościół pw. śś. Kosmy i Damiana, w epoce brązu znajdowało się grodzisko obronne. Do cennych znalezisk należą odnalezione tu groby z okresu wędrówek ludów.
Kšinná wzmiankowana była po raz pierwszy w 1352 r. jako villa Xinna. Należała wówczas do „państwa” feudalnego z siedzibą na zamku Uhrovec. Posiadała już kościół, ufundowany w połowie XIII w. prawdopodobnie przez ród Csesznekych. W 1382 r. występowała w dokumentach jako Kessyna, w 1485 jako Ksyna, w 1598 jako Ksynna. W 1598 r. miała 39 domów. W 1720 r. ze wsi wymieniano 2 młyny i 20 „port” (obliczeniowych „bram”, od których płacono podatki).
Ludność zajmowała się głównie pasterstwem bydła i owiec. Z czasem rozwinęło się sadownictwo – owoce służyły do wyrobu wódek, a także do produkcji suszu owocowego. Pamiątką tego drugiego zajęcia są widoczne do dziś stare, murowane zabudowania mieszkalne z „wyżkami” i suszarniami owoców na piętrze. Wieś była znana również w szerszej okolicy z wyrobu drewnianych skrzyń (słow. súseky) służących do przechowywania zboża, ubrań itp. W połowie XIX wieku Elek Fényes (1807-1876), pierwszy znaczący przedstawiciel węgierskiej statystyki gospodarczej, pisał o wsi w swoim słowniku geograficznym, że zamieszkiwało ją 29 katolików, 743 ewangelików i 8 żydów. W 1910 r. liczyła 1281 mieszkańców, głównie Słowaków.
Po wybuchu słowackiego powstania narodowego wielu mieszkańców wstąpiło w szeregi wojsk powstańczych. Po upadku SNP 21 listopada 1944 r. wieś zajęła Grupa Bojowa "Edelweiß", która rozstrzelała tu 18 osób narodowości żydowskiej.
Obecnie (2020 r.) wieś zatraciła już swój dawny, rolniczo-pasterski i rzemieślniczy charakter. Większość ludności czynnej zawodowo pracuje w zakładach przemysłowych i usługach Bánovec nad Bebravou, reszta głównie w gospodarce leśnej.

## Zabytki
- Kościół św. św. Kosmy i Damiana na wzgórzu nad wsią. Późnoromański, wzniesiony w latach 1230-1250 prawdopodobnie przez ród Csesznekych, pierwotnie otoczony murem obronnym i cmentarzem. Murowany, jednonawowy, z węższą i niższą apsydą, zamkniętę półkoliście. Na kalenicy nawy niewysoka, drewniana, kwadratowa wieża na dzwon, nakryta wysokim dachem namiotowym. Przez dłuższy już czas nieużytkowany, w 1949 r. spłonął od uderzenia piorunem (zniszczeniu uległo całe wyposażenie). Dach odbudowano. Na południowej ścianie zewnętrznej widoczne malowidło, przedstawiające św. Krzysztofa, przenoszącego Jezusa Chrystusa przez rzekę.

- Kościół ewangelicki, klasycystyczny z 1814 r. Jednonawowy, z ustawioną na osi wieżą oraz poligonalnie zamkniętym prezbiterium. Nawa kryta płaskim stropem. Wewnątrz klasycystyczny ołtarz z obrazem Zmartwychwstania z XVIII w.